# اسلیر (فیلم)
اسلیر (به انگلیسی: The Slayer (film)) فیلمی در ژانر ترسناک و اسلشر است که در سال ۱۹۸۲ منتشر شد.